# شذی عبدالرزاق عبوسی
شذی عبدالرزاق عبوسی (انگلیسی: Shatha Abdul Razzak Abbousi؛ زادهٔ ۱ ژانویهٔ ۲۰۰۰) آموزگار و فعال حقوق زنان اهل عراق است. او به عنوان عضوی از مجلس نمایندگان عراق و به‌طور خاص یکی از اعضای کمیته حقوق بشر عراق، برای تصویب قانون حقوق بشر تلاش کرده‌است.
وی همچنین برندهٔ جوایزی همچون جایزه بین‌المللی زنان شجاع شده‌است.